# Sestra
Sestra je ženska osoba, koja dijeli iste roditelje s drugom osobom. 
Polusestra ima jednog zajedničkog roditelja s drugom osobom. Riječ sestra ponekad ima i druga značenja, osim obiteljskih kao na primjer medicinska sestra ili časna sestra. Muška inačica pojma je brat.
U većini društava širom svijeta, braća i sestre zajedno odrastaju i zajedno provode mnogo vremena tijekom djetinjstva i mladosti. Međusobna blizina i zajedništvo braće i sestara u znaku je jakih emocionalnih veza kao što su ljubav, neprijateljstvo i rivalstvo. Veze između braće i sestara često su komplicirane, a ponekad i pod utjecajem čimbenika poput roditeljskog postupanja prema njima, redoslijedu njihovog rođenja, te osoba i iskustava izvan obitelji.

## Poznate sestre
- Joan Collins i Jackie Collins
- Elizabeta I. i Marija Tudor
- Dakota Fanning i Elle Fanning
- Paris Hilton i Nicky Hilton
- Marija Husar Rimac i Ivana Husar Mlinac
- sv. Klara Asiška i sv. Agneza Asiška
- sv. Margareta Ugarska, sv. Kinga Poljska i bl. Jolanda Poljska
- sv. Marta i sv. Marija iz Betanije, biblijske žene
- Caroline od Monaka i Stéphanie od Monaka
- Jessica Simpson i Ashlee Simpson
- Venus Williams i Serena Williams
- Ana Zaninović i Lucija Zaninović